# Phaeoscincus ouinensis
Phaeoscincus ouinensis — вид сцинкоподібних ящірок родини сцинкових (Scincidae). Ендемік Нової Каледонії. Описаний у 2014 році.

## Поширення і екологія
Phaeoscincus ouinensis відомі за типовим зразком, зібраним на горі Уен, розташованій на території Південної провінції Нової Каледонії. Вони живуть у високогірних чагарникових заростях макі. Зустрічаються на висоті від 1000 до 1200 м над рівнем моря.